# Terrafugia Transition
La Transition è un'auto volante prodotta dalla compagnia statunitense Terrafugia, fondata nel 2006 ad opera di alcuni ingegneri del MIT proprio con l'intento di progettare e produrre veicoli di tale tipo.

## Caratteristiche generali
La vettura, lunga circa 600 cm, grazie alle ali ripiegabili è in grado di trasformarsi da auto normale ad auto volante in soli 30 secondi, premendo un solo tasto dall'interno. In questo modo la Transition diventa larga solo 2 metri e può trovare posto anche in garage. Spinta da un motore Rotax da 100 CV, in volo la Transition è in grado di raggiungere i 185 km/h ed ha un'autonomia di circa 700 km grazie a un serbatoio da quasi 90 litri. Funziona a semplice benzina verde. In strada, la trazione è sulle ruote posteriori, riducendo la velocità massima a circa 110 km/h e con un litro di benzina percorre oltre 10 km (6.7 L/100 km). 
Per guidarla sarà necessario avere il brevetto di volo per ultraleggeri.
Avendo già effettuato decine di test di volo, la vettura è pronta per la fase finale della produzione, e secondo la stessa compagnia, l'auto avrebbe dovuto essere sul mercato a partire dal 2019, ad un costo iniziale di 279.000 dollari.